# مؤسسة الغذاء الهندية
مؤسسة الغذاء في الهند هي منظمة أنشأتها وتديرها حكومة الهند. وهي هيئة قانونية تابعة لوزارة شؤون المستهلكين والأغذية والتوزيع العام بالهند. تأسست في عام 1965 في تشيناي. وفي وقت لاحق نقلت الشركة إلى نيودلهي. كما أن لديها مراكز إقليمية في عواصم الولايات.

## روابط خارجية
- الموقع الرسمي لل FCI
- وزارة شؤون المستهلك والتوزيع العام
- التقارير السنوية 2003 - 2004 إلى 2007 - 2008 نسخة محفوظة 22 أكتوبر 2014 على موقع واي باك مشين.